# 西中川駿
西中川 駿（にしなかがわ はやお、生年不詳 - ）は日本の解剖学者、動物考古学者。

## 人物
鹿児島大学名誉教授（2003年）、鹿児島大学総合研究博物館学外協力者。2000年4月1日、鹿児島大学農学部長。放送大学鹿児島学習センター第二代所長。1969年3月、「哺乳動物乳腺の血管系に関する解剖学的研究」で農学博士(東京大学)。同成社2012年刊「骨考古学と蝦夷・隼人」の著者のひとり。同書書誌細目は以下の通り。
「骨考古学と蝦夷・隼人 (市民の考古学)」内容細目
1 「蝦夷」とは何か 文献史学の立場から 1-18 熊谷公男／著
2 彼らは何故「隼人」と呼ばれたか 考古学の視点から 19-43 北郷泰道／著
3 古人骨からみた東北古代人 45-69 瀧川渉／著 川久保善智／著
4 古人骨からみた南九州の古墳時代人 70-88 竹中正巳／著
5 焼骨からわかること ミクロ形態学によるヒトと動物の識別 89-94 澤田純明／著
6 「エミシ」の遺伝子型を探る 東北古代人のミトコンドリアDNA解析 95-104 安達登／著
7 南九州古墳人のミトコンドリアDNA解析の現状 105-125 佐伯和信／著 分部哲秋／著
8 同位体分析からみた古墳時代〜古代における食生態の多様性 126-142 米田穣 (生物学者)|米田穣／著 竹中正巳／著 瀧川渉／著
9 古病理学と古微生物学のはざまで 古代の病原体解析 143-148 瀧川渉／著
10 古代南九州における動物遺体と動物利用 ウマとウシを中心に 149-167 西中川駿／著

## 著書
- 西中川駿 (1991), 古代遺跡出土骨からみたわが国の牛、馬の渡来時期とその経路に関する研究, 科学研究費補助金(一般研究(B))研究成果報告書 平成2年, 西中川駿
- 西中川駿; 西中川駿先生古希記念論集刊行会(南九州縄文研究会); 南九州縄文研究会 (2011), 遺跡から出土する動物たち : 西中川駿先生古希記念論集, 西中川駿先生古希記念論集刊行会(南九州縄文研究会)
- 西中川駿 (2012), 瀧川渉, ed., 骨考古学と蝦夷・隼人, 市民の考古学12, 同成社, pp. 149-167, ISBN 9784886216151

## 論文
- 国立情報学研究所収録論文 国立情報学研究所

西中川 駿,大塚閏一,林田重幸 (1966), “乳用家畜の乳房血管系の研究 : II.乳牛の乳房血管の分布”, 鹿兒島大學農學部學術報告 (鹿児島大学) 16:  91-98, ISSN 04530845

西中川 駿 (1970), “哺乳動物乳腺の血管系に関する解剖学的研究”, 鹿兒島大學農學部學術報告 (鹿児島大学) 20:  1-55, ISSN 04530845

大塚閏一,山入端正徳,西中川 駿 (1972), “犬の下顎腺および耳下腺の動脈分布について”, 鹿兒島大學農學部學術報告 (鹿児島大学) 22:  167-179, ISSN 04530845

大塚閏一,山入端正徳,西中川 駿 (1973), “ラットの耳下腺, 下顎腺および単孔舌下腺の血管分布密度について”, 鹿兒島大學農學部學術報告 (鹿児島大学) 23:  277-281, ISSN 04530845

大塚閏一,豊満義邦,西中川 駿, “キュウシュウノウサギ,アマミノクロウサギおよび家兎JW-NIBSの骨の計測値について-1-頭蓋および胴骨〔英文〕”, 実験動物 (日本実験動物学会 1980-10-00 29 4):  441-455, ISSN 00075124
大塚閏一,豊満義邦,西中川 駿, “キュウシュウノウサギ,アマミノクロウサギおよび家兎JW-NIBSの骨の計測値について-2-前肢骨および後肢骨”, 実験動物 (日本実験動物学会 1981-04-00 30 2):  113-127, ISSN 00075124

西中川 駿,松元光春,鈴木秀作,大塚閏一,河口貞徳, “古代遺跡出土の動物骨に関する研究 : II.鹿児島県片野洞穴出土骨の概要”, 鹿兒島大學農學部學術報告 (鹿児島大学 1982) 32 157-166, ISSN 04530845

西中川 駿,松元 光春,大塚 閏一,河口 貞徳, “古代遺跡出土の動物骨に関する研究 : IV.鹿児島県黒川洞穴出土骨の概要”, 鹿兒島大學農學部學術報告 (鹿児島大学 1983) 33:  147-157, ISSN 04530845
西中川 駿,松元 光春,大塚 閏一,河口 貞徳, “古代遺跡出土の動物骨に関する研究 : V.鹿児島県高橋貝塚出土骨の概要”, 鹿兒島大學農學部學術報告 (鹿児島大学 1984) 34:  83-93, ISSN 04530845
西中川 駿,臂 博美,松元 光春,大塚 閏一,中島 哲郎, “古代遺跡出土の動物骨に関する研究 : VI.鹿児島県麦之浦貝塚出土骨の概要”, 鹿兒島大學農學部學術報告 (鹿児島大学 1987-) 37:  105-113, ISSN 04530845

西中川 駿,松元 光春,大塚 閏一,出口 浩 (1992), “縄文後期の草野貝塚出土の哺乳類遺体”, 鹿兒島大學農學部學術報告 (鹿児島大学) 42:  19-27, ISSN 04530845
西中川 駿,松元 光春,大塚 閏一,河口 貞徳 (1992-), “鹿児島の縄文,弥生遺跡出土のイヌの骨”, Anthropological science : journal of the Anthropological Society of Nippon (日本人類学会) 100 4v485-498, ISSN 09187960
松元光春,西中川 駿,九郎丸正道,林良博,大塚 閏一 (1992), “妊娠および泌乳期のマウス乳腺における毛細血管の微細構造”, 日本獣医学雑誌 (社団法人日本獣医学会) 5:  937-943, ISSN 09167250

西中川 駿,松元 光春,大塚 閏一,河口貞徳 (1993-03-31 43), “鹿児島の縄文, 弥生遺跡出土の動物遺体”, 鹿兒島大學農學部學術報告 (鹿児島大学):  19-24, ISSN 04530845

友次 直輝,前田 芳実,西中川 駿 (1996), “千葉地東遺跡から出土した馬骨からのDNA抽出技術の確立とその分子遺伝学的研究”, 馬の科学 (日本中央競馬会競走馬総合研究所) 33 4:  270-276, ISSN 03884376
日高 祥信,松元 光春,臂 博美,大迫 誠一郎,西中川 駿 (1998-02-25 60 2), “タヌキNyctereutes procyonoidesとアナグマMeles melesの頭蓋の形態計測”, The journal of veterinary medical science (社団法人日本獣医学会):  161-167, doi:10.1292/jvms.60.161, ISSN 09167250
日高 祥信,松元 光春,大迫 誠一郎,豊島 靖,西中川 駿 (1998), “タヌキNyctereutes procyonoidesおよびアナグマMeles melesの長骨に関する組織計測学的研究”, The journal of veterinary medical science (社団法人日本獣医学会) 60 3:  323-326, doi:10.1292/jvms.60.323, ISSN 09167250

遠藤秀紀,九郎丸正道,林良博,大迫誠一郎,松元光春,西中川 駿,山本英康,黒澤弥悦,田中一栄 (1998), “リュウキュウイノシシ(Sus scrofa riukiuanus)の下顎骨に関する多変量解析”, The journal of veterinary medical science (社団法人日本獣医学会) 60 (6):  731-733, doi:10.1292/jvms.60.731, ISSN 09167250
山内忠平,西中川 駿 (1998), “特集:在来馬 トカラ馬--日本歴史の証拠としての”, ヒポファイル (日本ウマ科学会):  2-7
出口栄三郎,西中川 駿,後藤和文 (1998), “口之島野生化牛の生息頭数と環境調査”, 西日本畜産学会報 (西日本畜産学会):  14-18, ISSN 09143459
西中川駿 (2000), “わが国の在来牛と九州の古代牛”, 動物考古学 (動物考古学研究会):  3-10, ISSN 1342100X

中川毅人,西中川 駿,甲元眞之 (2005), “九州の先史時代遺跡出土動物骨の死亡年齢および季節査定”, 古文化談叢 (九州古文化研究会) 53:  15-29

西中川 駿,福島晶,谷山敦 (2008), “イヌの骨計測値から骨長ならびに体高の推定法”, 動物考古学 (動物考古学研究会) 25:  1-11, ISSN 1342100X